# Lagynopteryx botulata
Lagynopteryx botulata là một loài bướm đêm trong họ Geometridae.